# 4-й/7-й драгунский гвардейский полк
4-й/7-й королевский драгунский гвардейский полк (англ. 4th/7th Royal Dragoon Guards) — кавалерийский полк Британской армии. Принимал участие во Второй мировой войне. Однако после сокращения сил в конце холодной войны и предложений, содержащихся в документе «Варианты изменений», в 1992 году полк был объединён с 5-м королевским иннискиллингским драгунским гвардейским полком, образовав Королевский драгунский гвардейский полк.

## История
Полк был сформирован в Индии, как 4-й/7-й драгунский гвардейский полк, в 1922 году путём слияния 4-го (королевского ирландского) драгунского гвардейского полка 7-го (королевской принцессы) драгунского гвардейского полка; он получил звание «королевского» в 1936 году. Полк вернулся в Великобританию в 1929 году, был механизирован в 1938 году и переведён в Королевский бронетанковый корпус в 1939 году перед началом Второй мировой войны.
В 1939 году, оснащённый лёгкими танками Vickers Mk.VI, он был направлен во Францию в составе Британских экспедиционных сил (BEF) в качестве разведывательного полка 2-й пехотной дивизии при I корпусе. Он участвовал в битве за Францию, сражаясь на севере Франции и в Бельгии, и эвакуировался из Дюнкерка в рамках операции «Динамо». Личный состав полка высадился в Англии 3 июня 1940 года, бросив свои машины в Дюнкерке.
После перевооружения на бронеавтомобили Beaverette полк был направлен в 1-ю бронетанковую разведывательную бригаду, а затем, в декабре 1940 года, в 27-ю бронетанковую бригаду, входящую в состав 9-й бронетанковой дивизии, оснащённую танками Covenanter. В это время небольшая группа личного состава была выделена для формирования кадрового состава нового 22-го драгунского полка. В 1943 году полк вошёл в состав 79-й бронетанковой дивизии, был оснащён амфибийными танками Valentine, а позднее перевооружён на танки M4 Sherman DD.
Под командованием 8-й бронетанковой бригады полк высадился на Кинг-Грин, Голд-Бич, в 07:20 6 июня 1944 года в рамках высадки в день «Д», поддерживая 50-ю (нортумбрийскую) пехотную дивизию. Позже полк участвовал в Фалезской операции и в составе бронетанковых сил в Голландской операции («Маркет-Гарден») — полк продвинулся до деревни Дриэль, на южном берегу Рейна в паре миль от Арнема. Среди других заметных достижений полк стал первым бронетанковым подразделением, переправившимся через Сену.
Полк закончил войну в Бремерхафене, а через год был переброшен в Палестину для прохождения службы в 1946—1948 гг. Затем полк был переброшен в Ливию в июне 1948 года, в ноябре 1952 года ротирован обратно в Англию, а затем в казармы Ламсден в Фаллингбостеле в июне 1954 года в составе 7-й бронетанковой дивизии. Полк вернулся в Англию в октябре 1959 года, а затем в казармы Йорк в Мюнстере в августе 1962 года, откуда в августе 1965 года перебросил эскадрон в Аден. В сентябре 1966 г. он был переведён в казармы Лисанелли в Оме, откуда отправил эскадрон на Кипр в декабре 1967 г. В марте 1969 г. он был направлен в казармы Атлоун в Зеннелагере, а после возвращения в Великобританию в июне 1973 г. вернулся в казармы Ламсден в Фаллингбостеле в октябре 1976 г. В марте 1981 г. он снова вернулся в Великобританию, а затем был переведён в казармы Хобарт в Детмольде в апреле 1983 г.
После сокращения сил в конце холодной войны и предложений, содержащихся в документе «Варианты изменений», полк был объединён с 5-м королевским иннискиллингским драгунским гвардейским полком, чтобы сформировать новый Королевский драгунский гвардейский полк в 1992 году.

## Полковой музей
Полковая коллекция хранится в Йоркском музее армии в учебном зале на Тауэр-стрит в Йорке.

## Мемориал
В Нориджском соборе есть мемориальные окна, посвященные военнослужащим 7-го драгунского гвардейского полка, погибшим во Второй англо-бурской и Первой мировой войнах. Под окном англо-бурской войны находится пара латунных табличек с перечислением 64 имен, а также заложенные штандарты полка. Под окном Первой мировой войны латунные таблички с перечислением 120 имен. На дополнительной табличке под ней надпись: «В память об офицерах, уорент-офицерах, унтер-офицерах и солдатах 4-го/7-го королевского драгунского гвардейского полка, павших во Второй мировой войне». В музее Иден Кэмп в Мальтоне, также есть мемориальная доска, посвященная бойцам 4-го/7-го королевского драгунского гвардейского полка, погибшим «во время кампаний в Северо-Западной Европе 1940—1945 гг. и в Палестине 1946—1948 гг.», а в церкви Всех Святых, на улице Пэйвмент, Йорк, в рамке — почётный список участников Второй мировой войны со 150 именами погибших в результате вражеских действий, на учениях или в результате несчастных случаев.